# Comuna Stanova, Trosteaneț
Stanova (în ucraineană Станова) este o comună în raionul Trosteaneț, regiunea Sumî, Ucraina, formată din satele Ovodivka, Stanova (reședința) și Tucine.

## Demografie
Componența lingvistică a comunei Stanova
     Ucraineană (95,76%)
     Rusă (3,92%)
     Alte limbi (0,33%)
Conform recensământului din 2001, majoritatea populației comunei Stanova era vorbitoare de ucraineană (95,76%), existând în minoritate și vorbitori de rusă (3,92%).